# Dysdera fragaria
Dysdera fragaria là một loài nhện trong họ Dysderidae.
Loài này thuộc chi Dysdera. Dysdera fragaria được Christa Deeleman-Reinhold miêu tả năm 1988.